# Lasioglossum helios
Lasioglossum helios är en biart som beskrevs av Ebmer 1985. Lasioglossum helios ingår i släktet smalbin, och familjen vägbin. Inga underarter finns listade i Catalogue of Life.